# Willi Aberer
Willi Aberer (* 24. Juni 1927 in Mitlödi; † 8. September 2007 in Hohenems) war ein österreichischer Politiker (Österreichische Volkspartei). Aberer war zwischen dem 1. Jänner 1989 und März 2007 Landesobmann des Vorarlberger Seniorenbundes und von 1969 bis 1991 Abgeordneter des Vorarlberger Landtags.

## Leben und Wirken
Willi Aberer wurde am 24. Juni 1927 als Sohn des 1925 aus Österreich ausgewanderten Handdruckers Fidel Aberer und seiner Frau Anna in Mitlödi im schweizerischen Kanton Glarus geboren. Da die Familie im Jahr 1932 wieder in ihre Vorarlberger Heimatstadt Hohenems zurückkehrte, konnte Aberer die Volks- und Hauptschule dort besuchen. Von 1941 bis 1944 absolvierte er eine Lehre als Industriekaufmann beim Unternehmen M.B. Neumann’s Söhne und legte bei deren Nachfolgefirma Textilwerke Josef Otten am 5. Februar 1944 seine Abschlussprüfungen ab. Am 8. Juni 1944 wurde er noch als Siebzehnjähriger zum Reichsarbeitsdienst in Erpfendorf eingezogen. Ab dem 10. September 1944 musste er Kriegsdienst leisten, wobei er in amerikanische Kriegsgefangenschaft geriet, aus welcher er im Mai 1945 nach Hause zurückkehrte.
Am 15. Oktober 1945 trat Willi Aberer in den Verwaltungsdienst seiner Heimatgemeinde Hohenems ein und wurde am 1. Dezember 1945 Mitglied im Arbeiter- und Angestelltenbund der ÖVP. Bereits ein Jahr später wurde er 1946 Mitglied der Gewerkschaft der Gemeindebediensteten, 1947 Mitglied der Landesleitung dieser Gewerkschaft. Ab 1. Mai 1948 war Aberer als Buchhalter für die Stadtgemeinde Hohenems tätig, zwei Jahre später, am 1. Juni 1950, erfolgte seine Bestellung zum Leiter der Finanz- und Vermögensverwaltung. Von 1961 bis 1978 war er in der Folge Stellvertretender Landesobmann der Gewerkschaft der Gemeindebediensteten, bevor er 1978 zu deren Landesobmann gewählt wurde. Als Hohenems 1983 zur Stadt erhoben wurde, wurde Aberer in der jungen Stadtgemeinde zu deren Stadtkämmerer bestellt.
Bei der Landtagswahl in Vorarlberg 1969 wurde Willi Aberer für die ÖVP im Wahlbezirk Dornbirn in den Vorarlberger Landtag gewählt. Von 1974 bis 1989 war er dort zunächst stellvertretender Klubobmann der ÖVP, ab 1989 bis 1990 Klubobmann und vom 9. Mai 1990 bis zu seinem freiwilligen Ausscheiden aus dem Landtag am 30. Jänner 1991 1. Landtagsvizepräsident.
Für sein Wirken in der Landespolitik, der Gewerkschaft und im Vorarlberger Sport wurde Willi Aberer zahlreich ausgezeichnet, so etwa mit dem Ehrenzeichen für Verdienste um den Sport in Vorarlberg in Gold 1979, mit dem Goldenen Ehrenzeichen für Verdienste um die Republik Österreich 1989, mit dem Silbernen Ehrenzeichen des Landes Vorarlberg 1995, als Ehrenpräsident des Vorarlberger Fußballverbandes 1997 und als Ehrenobmann der Gewerkschaft der Gemeindebediensteten 1999.
Am 8. September 2007 verstarb Willi Aberer 80-jährig in seiner Heimatstadt Hohenems.